# Okoličná na Ostrove

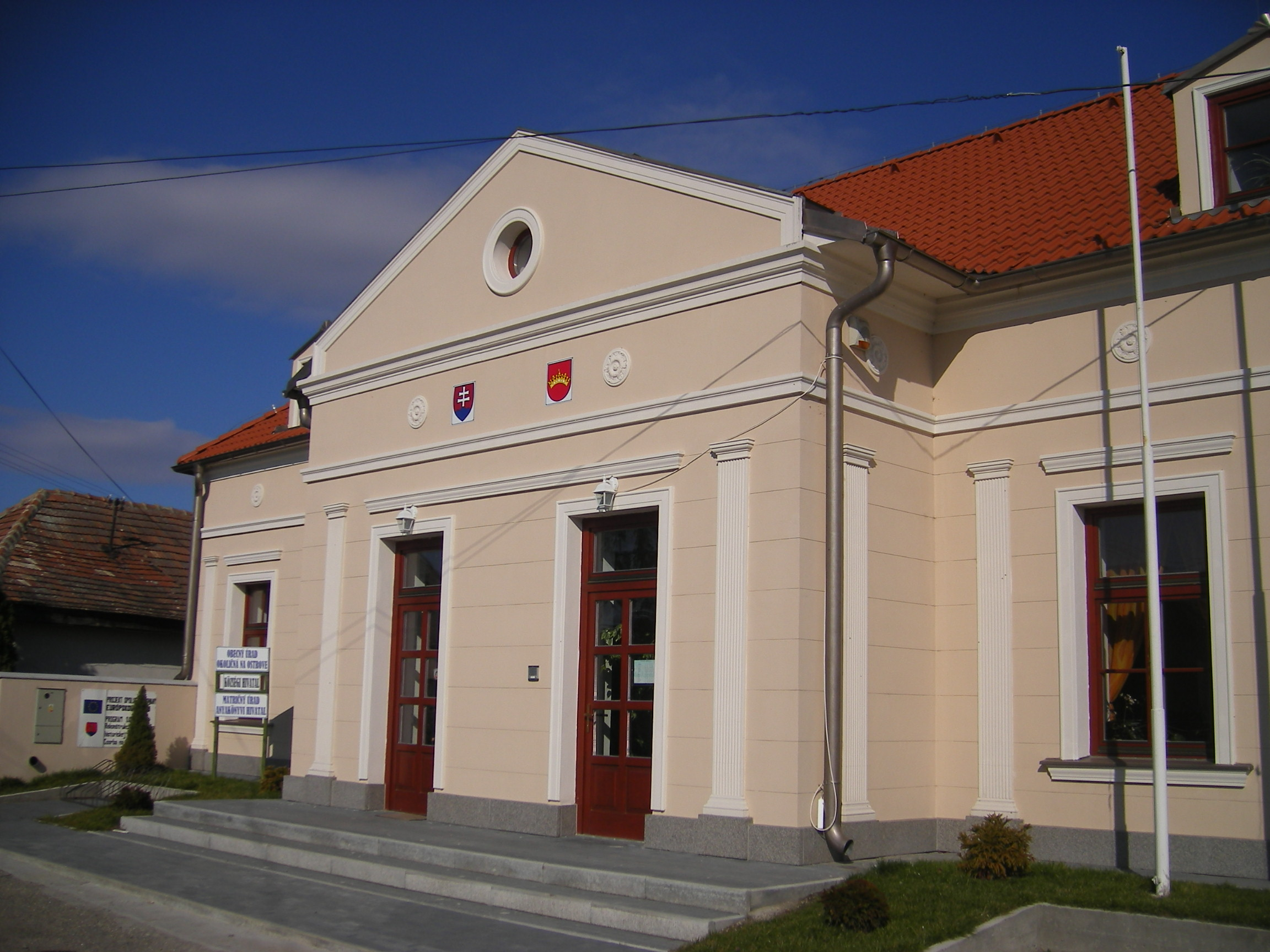
Urząd gminy

Okoličná na Ostrove (węg. Ekel) – wieś i gmina (obec) w powiecie Komárno, w kraju nitrzańskim na Słowacji. Leży we wschodniej części tzw. Wyspy Żytniej, około 18 km na północny zachód od Komárna.

## Historia
Najstarsze wzmianki o miejscowości pochodzą z 1220 i 1229 roku (pod nazwą Ekly). Później była wzmiankowana pod nazwami Ekl (1261), Ekled (1425), Ekel, Ekell (1495), obecna jej nazwa pochodzi z 1948 roku. Wieś wielokrotnie zmieniała właścicieli. Często nawiedzały ją klęski żywiołowe m.in. silne trzęsienie ziemi w 1763 roku, powodzie, pożary, epidemia cholery (1849–1850). Nigdy nie dostała się pod panowanie osmańskie, gdyż Turcy unikali bagnistych terenów Wyspy Żytniej. Po 1918 roku weszła w skład Czechosłowacji. W latach 1938–1945 ponownie należała do Węgier.

## Demografia
W 2011 roku populacja wynosiła 1521 osób, około 82% mieszkańców stanowili Węgrzy, 11% Słowacy, 0,5% Czesi, narodowość 6,3% mieszkańców nie została ustalona.

## Zabytki
- kościół reformowany z 1804 roku[8]
- klasycystyczny kościół rzymskokatolicki, zbudowany w 1816 roku na miejscu starszego kościoła romańskiego[8]